# Raoul Barré
Raoul Barré   (Montreal, 29 de gener de 1874 - Montreal, 21 de maig de 1932) fou un dibuixant quebequés, un dels pioners del còmic canadenc junt amb Albéric Bourgeois, Joseph Charlebois, René-Charles Béliveau o Th. Busnel, i el primer d'ells a publicar-ne en francès del Quebec.

## Biografia
Naixit Vital Achille Raoul Barré en una família de dotze membres, fill d'un importador de vi litúrgic, Barré estudià a l'Institut du Mont Saint-Louis i al Conseil des Arts et Manufactures i publicà les primeres il·lustracions en Monde Illustré i Le Passe-temps, abans de traslladar-se a París el 1896 per a estudiar a l'acadèmia Julian i a l'Escola de Belles Arts, una etapa durant la qual publicà en Le Sifflet, Le Cri de Paris, Le Gavroche, Les Débats, La Revue des Deux Frances i La Gaîté Gauloise; com altres intel·lectuals francòfons de l'època encapçalats per Émile Zola, Barré se situà a favor de l'acusat en l'afer Dreyfus, motiu pel qual s'enemistà amb un altre pioner de l'animació, Émile Cohl; el 1989 tornà al Quebec i el 1901 començà de dibuixar per al periòdic La Presse, en el qual publicà la primera tira còmica en francés del Canadà, Pour un dîner de Noël, encara sense bafarades; Barré publicà més historietes en la secció En roulant ma boule, antologades més tard per la Librairie Déom Frères; el 1906 començà Les contes du père Rheault, a color i amb globus, en les pàgines de La Patrie.
Abans, el 1903 s'havia mudat a Nova York on, a banda de treballar en la il·lustració comercial, participà en exposicions de pintors canadencs i dibuixà la tira Noah's Ark per al McLure Newspaper Syndicate esdevingué un pioner de l'animació: el 1914 fundà l'estudi d'animació Barré-Nolan amb William C. Nolan, en el qual treballà el jove Pat Sullivan —futur creador de Fèlix el gat—; els dos anys següents, l'estudi realitzà més de trenta curtmetratges animats, distribuïts entre 1915 i 1916 per la companyia Edison, fins que eixe darrer any el magnat de la comunicació William Randolph Hearst fundà l'International Film Service i contractà molts dels animadors de Barré, entre els quals Nolan; Barré hi aplegà a treballar en la sèrie Phables, però renuncià després d'animar set episodis.
Barré fou pioner per com en perfeccionà la tècnica per a evitar la tremolor entre fotogrames o de dibuixar cada vegada el mateix fons, encara que les seues innovacions serien perfeccionades més tard per altres artistes; el 1916, Charles Bowers se li afegí com a copropietari de l'empresa i la rebatejaren Barré-Bowers Studio, nom sota el qual realitzaren l'adaptació animada de la tira Mutt and Jeff de Bud Fisher, però la producció fou desastrosa, Bowers s'alià amb Fisher i el deixaren fora del projecte;
desencantat, Barré abandonà l'animació el 1919 i establí taller a casa seua de Glen Cove, des d'on venia les seues pintures; el 1926 acceptà treballar per a Sullivan com a animador convidat d'alguns curts de Fèlix el gat, considerats els millors del personatge i del conjunt de l'obra de Barré; un any després se'n tornà a Mont-réal, on continuà pintant i feu alguna il·lustració satírica fins que morí de càncer: està soterrat al cementeri de Notre Dame des Neiges.

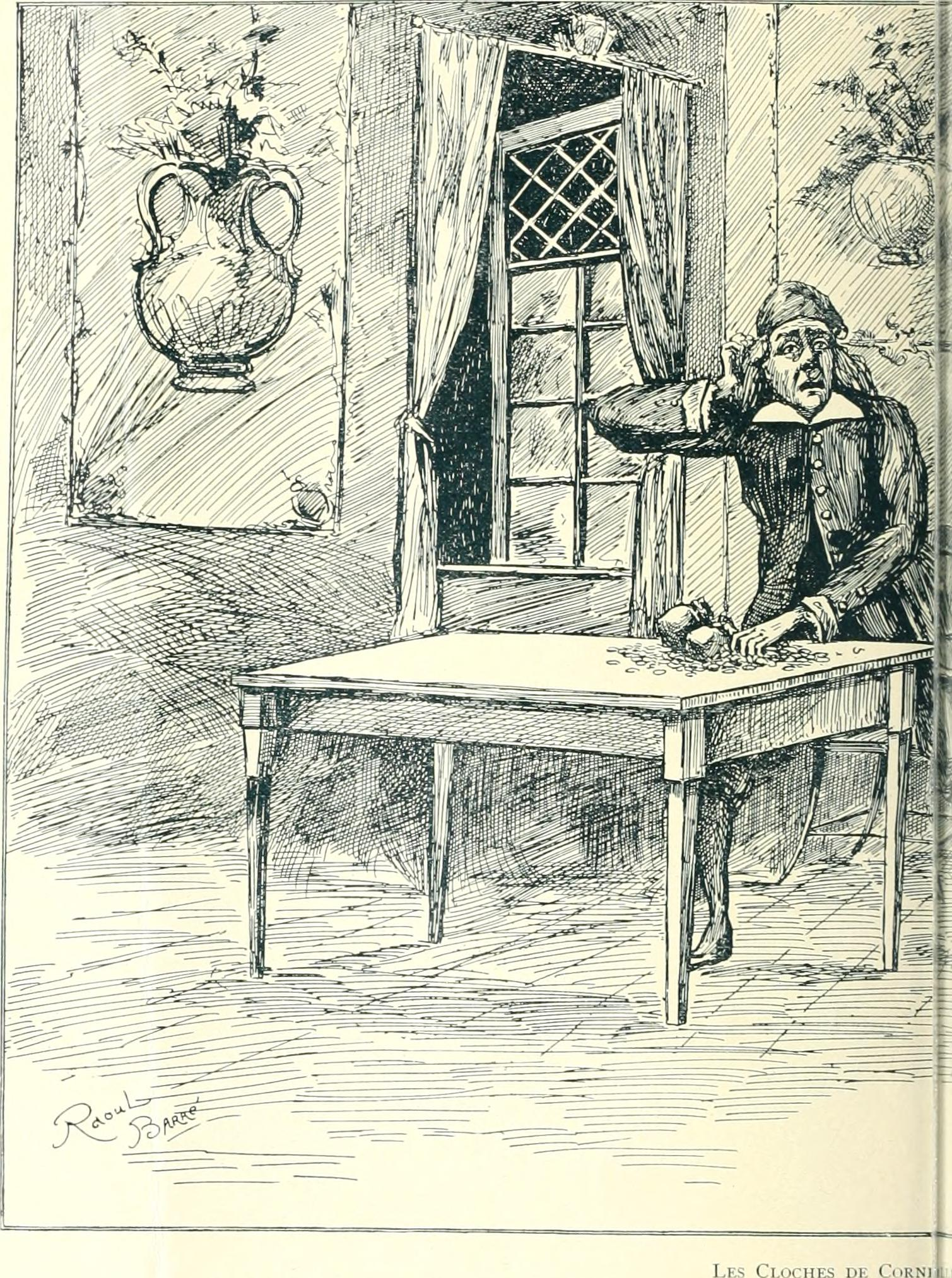
Gravat (1894)
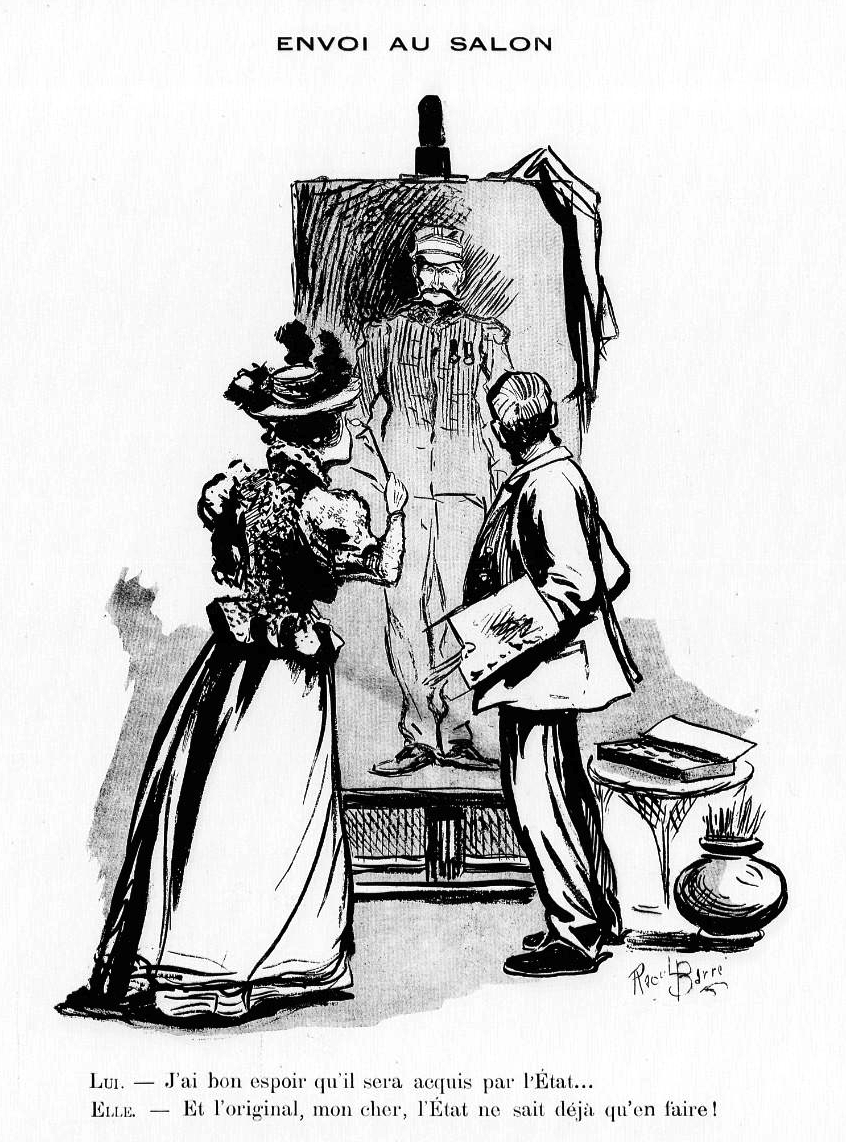
Vinyeta de Le Sifflet (1898)
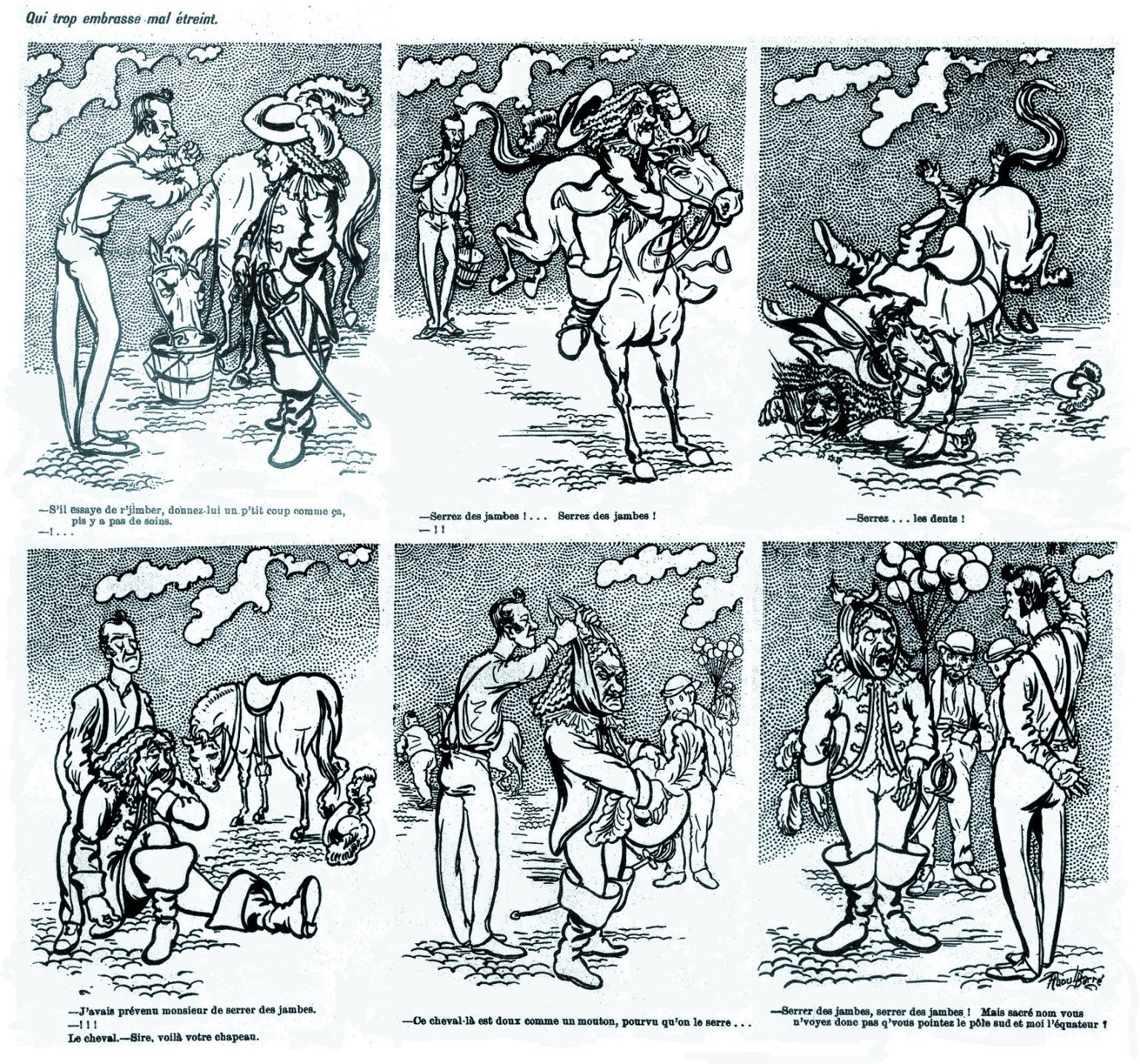
Una historieta del 1901
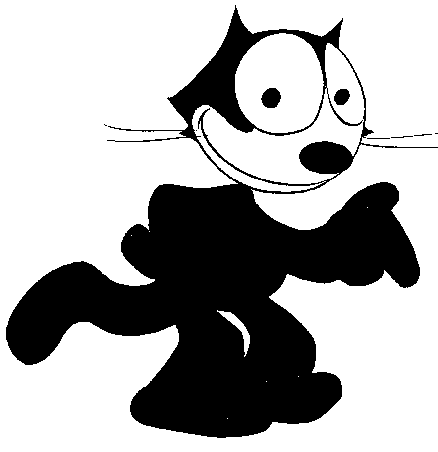
El gat Fèlix de Barré (1926)